# Culicoides limai
Culicoides limai är en tvåvingeart som beskrevs av Barretto 1944. Culicoides limai ingår i släktet Culicoides och familjen svidknott. Inga underarter finns listade i Catalogue of Life.